# Prunus cerasifera var. pissardii
El ciruelo de hojas púrpura (Prunus cerasifera var. pissardii) es una variedad, o cultivar, originaria de Persia de la especie del subgénero Prunus; nativa de Europa central y del este, y Asia sudoeste y central. La introdujo en Europa Ernest François Pissard, jardinero del Sha de Persia, en honor del cual se nombró la variedad.

## Descripción
Es un arbusto arboriforme grande, o pequeño árbol de entre 6 y 15 m de altura, con hojas caducifolias de entre 4 y 6 cm de longitud, con los bordes aserrados, los ápices agudos, glabras, salvo el nervio central en el envés y de color morado oscuro.
Es uno de los primeros árboles europeos en florecer en primavera. Las flores son blancas, de entre 1,5 y 2 cm, con cinco pétalos. El fruto tiene forma de drupa de entre 2 y 3 cm de diámetro y de color amarillo o rojo; es comestible; y alcanza la madurez a principios del otoño.

## Cultivo y usos
La fruta puede comerse fresca de varias formas. Son dulces y tienen buen sabor, aunque hay otras que son ácidas, pero excelentes para jaleas.
Es un árbol ornamental de jardín muy popular por su muy temprana floración. Se han desarrollado diversos cultivares por su follaje purpúreo y flores rosadas, como el Prunus cerasifera [Nigra]. Estas formas de follaje purpúreo también dan frutos de color púrpura oscuro, con la que se hacen jaleas atractivas, e intensamente coloreadas. Otras, como Lindsayae, tienen flores rosa pálidas y follaje verde. Las formas coloreadas son en realidad clones que se deben reproducir vegetativamente para mantener su colorido por lo que se injertan en patrones, o pies, de ciruelo común.
Se multiplica por semillas y por esquejes; y las variedades por injerto. Vive en muchos climas que varían entre cálidos y fríos. Vegeta bien en suelos calizos y pobres, pero que tengan la humedad suficiente.

## Taxonomía
Prunus cerasifera var. pissardii fue descrita primero por Élie-Abel Carrière como  Prunus cerasifera y publicado y figurado en Revue Horticole, vol. 1881, p. 190, 1881 y ulteriormente rebajado a mero rango varietal por Bernhard Adalbert Emil Koehney publicado en Folia Musei Rerum Naturalium Bohemiae Occidentalis, Bot., vol. 21, p. 7 , en el año 1984.
Etimología
- Prunus: nombre genérico que proviene del griego προύνη,  latín prūnus, i, el ciruelo. Ya empleado por, entre otros, Virgilio (Geórgicas, 2, 34) y Plinio el Viejo (Historia naturalis,13, XIX, 64)[3][4]
- cerasifera, epíteto construido por los vocablos cěrăsus, -i, prestado del griego χέρασος, cerezo, y fĕro, del griego φέρω, tener, soportar, o sea 'que lleva cerezas', aludiendo a sus frutos pequeños.
- pissardii: en honor de Ernest François Pissard, jardinero francés del Sha de Persia, que lo introdujo en Francia en 1880.

Sinonimia
- Prunus pissardii Carrière basónimo[5]